# Асылбашев, Мелис Омурбекович
Мелис Омурбекович Асылбашев (7 мая 1947, Фрунзе — 15 августа 2014, Бишкек) — киргизский советский артист балета, хореограф, балетмейстер, народный артист Кыргызстана (1995).

## Биография
В 1967 г. окончил Ленинградское академическое хореографическое училище имени А. Я. Вагановой. В этом же году был принят ведущим солистом балета в труппу Кыргызского национального театра оперы и балета имени А. Малдыбаева. Исполнял ведущие партии в классических спектаклях «Лебединое озеро», «Жизель», «Шопениана», «Щелкунчик» и в современных постановках «Кармен-сюита», «Тщетная предосторожность», «Бахчисарайский фонтан».
С 1972 г. занимается балетмейстерской деятельностью. Среди постановок в киргизском театре оперы и балета: «Кармен-сюита» Бизе-Щедрина, «Лебединое озеро» П.Чайковского, «Белый пароход» и «Стон тетивы» Э.Жумабаева, а также хореографические картины «Первый учитель» С.Полуэктова, «В стане Манаса» К.Молдобасанова и другие.
С 1982 г. — художественный руководитель и главный балетмейстер ансамбля танца «Ак марал». Наиболее известные постановки танцев: «В стане Манаса», «Ак куу», «Мин кыял», «Беш ыргай», «Пахтачылар бийи», «Ак тамак, кок тамак», «Майрам шаны», а также казахские, туркменские, еврейские, индийские, цыганские и многие другие танцы.
По его инициативе коллективу присвоено имя его основателя — Н.Тугелова.
Скончался 15 августа 2014 года, похоронен на Ала-Арчинском кладбище.

## Награды и звания
- награждён медалью «Данк» (2001)[1].
- Народный артист Кыргызской Республики (1995).
- Памятная юбилейная медаль «Манас-1000» (31 августа 1995)[2]
- лауреат Государственной премии имени Токтогула.

## Биография
- https://web.archive.org/web/20140819090757/http://culture.akipress.org/news:8625
- http://www.vesti.kg/index.php?option=com_k2&view=item&id=29397&Itemid=80#ixzz3CKFDTvjN Архивная копия от 4 сентября 2014 на Wayback Machine